# Gryon saxatile
Gryon saxatile är en stekelart som först beskrevs av Jean-Jacques Kieffer 1910.  Gryon saxatile ingår i släktet Gryon och familjen Scelionidae. Inga underarter finns listade i Catalogue of Life.